# Geissorhiza nana
Geissorhiza nana är en irisväxtart som beskrevs av Friedrich Wilhelm Klatt. Geissorhiza nana ingår i släktet Geissorhiza och familjen irisväxter. Inga underarter finns listade i Catalogue of Life.